# Naș Leon
Naș Leon pe numele său real Littman, (1919 - 2007) a fost un evreu comunist care a activat și în ilegalitate. Ca studii, avea liceul făcut la Moinești, având calificarea de contabil. În timpul regimului comunist s-a ocupat de administrarea resurselor financiare, controla fondurile valutare, întreprinderile și fermele Gospodăriei de Partid. A fost șef al Gospodăriei de Partid a CC al PCR, din septembrie 1946 și până în 1989.